# 姫川亜弓
姫川 亜弓（ひめかわ あゆみ）は美内すずえの漫画『ガラスの仮面』に登場する架空の女優。北島マヤの宿命のライバルであり、もう1人の主人公、ヒロインとも評される。

## 人物像
大女優姫川歌子と有名映画監督姫川貢との間に生まれた、演劇界のサラブレッド。容姿端麗で演技の才能もあり、学力優秀で身体能力も極めて高い。髪の色は栗色。日本舞踊の名取で、ピアノの腕前は中学生でラフマニノフのピアノ協奏曲で賞を取るなど演劇以外の演芸分野にも秀でており、料理上手でもあるなどきわめて多才である。紅茶はクィーンメリーが好き。
小学校から名門・聖華学園で学び、49巻時点では大学部演劇学科に在籍している。マヤとは同い年である。
恵まれた環境に生まれ育ち周囲から常に天才と評されてきたが、実は名声の裏側では人知れず血のにじむような努力を積み、周囲に自分を認めさせてきた誇り高き苦労人。親の威光に依らず自身の実力で評価されたいと幼い頃から渇望しており、それゆえに生まれ持った美貌や才覚に慢心することなく、積み重ねた努力によって自分自身の実力を評価されることを望んでいる。芸の鬼であり、役の本質をつかむためにはあらゆる手段を模索し、どんな苦労や負担も厭わない。そのため、自分自身の実力で勝負せず、不正な手段や謀略によって他人を蹴落とし名声を掠め取ろうとする卑怯な役者を嫌う。不正に対する嫌悪感は自分自身にも例外なく向けられており、父親のコネを使って望む役を手に入れたのはマヤを陥れた乙部のりえへの復讐のために彼女と同じ舞台に立った時のみである。大女優の母ですら手が届かなかった『紅天女』を演じることに執着しており、それを手に入れた時に初めて父母を超えられると確信している。
本能的に役の本質をつかむことのできるマヤとは対照的に、経験に裏打ちされた洞察力や観察力で役の本質を探り、試行錯誤を繰り返しながら地道に役柄を構築していくタイプ。冷静かつ理知的な性格もあって公演で失敗したことはなく、とっさの出来事にも対応できるだけの順応力と機転にも優れる。
一方で家族と使用人のばあや以外との関係は薄く、取り巻き的な存在はいるものの友人の描写はない。恋愛もしたことがなく、芝居で必要になった際には適当な役者を自分に恋させてそれを観察することで演技に活かしている。
作者の美内すずえによれば、当初は典型的な少女漫画の敵役であり、マヤの正反対で描けばいいと考えていた。しかし言動の動機づけため、早いうちに設定を見直すこととしたという。そこから紅天女役へのこだわりの理由、親の七光りからの脱出したい思いなどの人物像が固まり、正義感あふれる孤高の人といったキャラクターが造形されたとしている。こうした変化は『カーミラの肖像』でマヤを陥れた乙部のりえを打ちのめした際に明確となり、これ以降亜弓のファンが増加したとしている。

## 経歴
幼少期より天才少女役者として知られており、「劇団オンディーヌ」に入団後もその華のある演技で常に第一線で活躍してきた。親の七光りであると見ていた役者も、その演技力と執念を見てからは一目置くようになり、信奉者も多い。劇団オンディーヌの小野寺なども「天才」と評しているが、本人は努力で掴んできたものと認識している。「紅天女」を演じるためにはどのような役にも挑戦する必要があると母に助言されたことをきっかけに様々な役柄に挑戦するようになり、『王子とこじき』では今までのイメージをかなぐり捨てたリアルな「こじき」役を演じ、月影千草に紅天女役の候補者として着目される。『一人芝居・ジュリエット』でアカデミー芸術祭芸術大賞を受賞したことで、マヤに先駆けて紅天女役の正式な候補者に認定される。
マヤが正式な候補者に認定された後は、小野寺を演出家とするチームで。梅の谷での練習においてはマヤが演じる『紅天女』に圧倒され、一度は諦めて月影の元を去ろうとする。去る前に最後に梅の谷を見に行こうとした時に橋が壊れていると忠告され、自分は助かったものの直後に梅の谷に向かおうとしたマヤが橋を渡ろうとしているのを目撃した際、彼女への嫉妬心から橋のことを言い出せずに見捨てようとしてしまう。結果的には橋から落ちかけたマヤを見捨てられずに助け出すが、自身の中に芽生えていた醜い感情を自覚し愕然とすることになる。しかし、逆にそれをきっかけにあらゆることを努力によって掴み取ってきた今までの人生を思い返し、自分の持てる全ての力をふりしぼって正々堂々と『紅天女』に挑戦しようと思い直す。そして、その後には橋で彼女を見捨てようとしたことも含めてマヤと本音をぶつけ合ったことで改めてお互いをライバルとして認め合い、『紅天女』を実力で掴み取ることを堂々と宣言する。
その後、稽古の最中に団員を庇って倒れた機材の直撃を受け、そのときの衝撃が元で血腫ができ、視神経に異常をきたす。医師からは『紅天女』を諦めて治療に専念するよう忠告されたがそれを拒否し、目が見えなくても演技が行えるよう、母親の下で特訓を受ける。現在は目の異常を周囲に隠しながら（知っている人物は母親・歌子、ばあやの梅乃、演出家の小野寺、一真役の赤目慶、写真家のハミル）、他の出演者と共に『紅天女』の稽古を続けている。

## 北島マヤとの関係
劇団オンディーヌに現れたマヤを見かけたのが最初の本格的な接触である。この席でマヤのパントマイムを観た亜弓はその才能を見抜き、マヤを馬鹿にしていた劇団員を愕然とさせている。更に劇団つきかげの稽古場に乗り込み、マヤの側は4つのセリフしか使えないというエチュードを1時間の間繰り広げている。
当初は格上であるという自信から嫌味な態度を見せることも多かったが、彼女の実力を認めるようになってからはそのような態度を取ることは少なくなった。『夢宴桜』では初めてマヤと本格的に共演することとなるが、この際マヤは自分を疎んじる共演者からの密かな嫌がらせで別の脚本を渡されており、本来の筋とセリフを知らないまま舞台に出ることとなった。亜弓はマヤの危機を救い、アドリブをあわせることでマヤの演技を正しい展開に導いた。藤本由香里は他の演者を食ってしまう存在、「舞台あらし」であったマヤに、他の役者と呼吸を合わせることを気づかせたと指摘しており、月影の指導を亜弓が補填する形となったとしている。しかし亜弓は「互角だった」「4場の内容をしっているということで、わたしはただ有利だったにすぎない…！」と感じており、マヤの実力が自らと同等であることを認識していた。『奇跡の人』で同じ役を演じた際には完璧な役作りで安定した評価を得た亜弓に対し、マヤは主演の姫川歌子をも巻き込む演技で好評を博した。姫川歌子がマヤにキスし、マヤが助演女優賞を受賞したことで、この舞台ではマヤの評価が亜弓を上回ることとなった。しかし亜弓はマヤの評価の質と自らの評価の質を理解し、「負けたとは思ってやしないわ」と告げている。
世間からの評価は基本的にマヤより優位に立っている。しかし本人は自分の演技には自信を持っているものの、天性の才能を持つマヤとの差に幾度となく敗北感を感じていた。しかしマヤとは互いを認め合うライバルであり続け、マヤにとっては最大の理解者でもある。マヤから主演の座を奪い取った乙部のりえの演技も「マヤに演技がそっくりだけどただそれだけ。自分自身の心が入っていない演技は飽きられる」と一蹴し、マヤのために制裁を下すことを決意している。父親の姫川貢はこれを「大きな絆」、「ライバル意識という名の友情」と評している。また自信を喪失したマヤが共演した舞台で復活の兆しを見せた際には「まってるわよ」と声をかけている。『一人芝居・ジュリエット』での演技を見たマヤが亜弓の技術の高さに打ちのめされる一方で、亜弓はマヤの本能に恐怖を感じている。
| 「                                         | マヤ…！わたしの運命……！ | 」 |
| —姫川亜弓（『ガラスの仮面』20巻 119pより） |                         |    |

人生の夢である『紅天女』役をめぐるライバルとなって以降も、マヤと戦って勝ち取らないと意味はないと認識している。先に『紅天女』候補者に正式認定された際も、厳しい条件を課されたマヤに「もし棄権なんてマネをしたらわたしあなたを軽蔑するわよ！いいわね　2年よ！あなたはきっとわたしと「紅天女」を競うのよ！」と檄を飛ばしている。初の本格的な共演となる『ふたりの王女』では、一般的な印象と異なるオリゲルド役をつかむため、マヤと生活を取り替えることを提案する。稽古の結果、亜弓は初めて「オリゲルド」という役と一体化し、充足感と高い評価を受けたものの、「常に役と一体化している」「演技をするとはそういうものだと思っていた」というマヤの言葉に敗北感を抱く。
『忘れられた荒野』でのマヤの演技を見てからは、マヤに対する強い羨望と嫉妬心を自覚するようになった。『紅天女』の里では、努力だけでは得られない天性の演技の才能、単なる取り巻きではない心から信頼し合える仲間など、自分にないものを持つマヤに一度は心の底から打ちのめされ、涙ながらに敗北を認め自ら引き下がろうとするまでに思い詰める。しかし吊り橋の事件後に本音を吐露してぶつかりあったことで、改めてライバルと認め合う。
美内によれば、亜弓にとって一番身近で理解できる人間がマヤであり、マヤにとっても一番理解できる人物であるという大きな絆で結ばれた存在であるとしている。また両者ともライバル関係がなくなれば一番の親友になれると認識しているとしている。

## 主な出演作品

### 舞台
- たけくらべ - 美登利役。
  - 吉原の廓に住む地元の子供達のリーダー格の少女。
- 灰の城 - 高波美弥役。
  - 没落華族の家に生まれながら、姫君として誇り高く生きていこうとする少女の物語。
- 美女と野獣 - 野獣の使い魔役。
  - 養護施設慰問劇の端役で、この役を演じる団員が決まらなかったところに役作りの幅を広げるため自ら手を挙げた。[17]。
- 王子とこじき - エドワード王子役とトム役（二役）。
  - この時亜弓は役作りのため、自慢の髪を自らショートカットに切り落とし、更に街頭のホームレスに交じって実際の乞食のように振る舞うという徹底した役作りを行った。
- 夢宴桜 - 海堂寺月代役。
  - 海堂寺男爵家が栄華の絶頂から崩壊していくまでのさまを描いた作品。マヤとの初共演舞台。
- 奇跡の人 - ヘレン・ケラー役。
  - マヤとのダブルキャスト。サリバン先生役は姫川歌子。
- 朱の彼方 - アーニャ役。
  - 実の叔父に恋する少女の物語。
- カーミラの肖像 - 吸血鬼カーミラ役。
  - 幼いころに遭遇した吸血鬼に再会した伯爵夫人の恐怖を描く。マヤの仇を取るために、初めて親の力を借りて役を手に入れた芝居。主演の乙部のりえを演技力で圧倒し、彼女の不正な手段で手に入れた評価を地に落とした。
- 夜叉姫物語 - 玉姫役。
  - 領民に過酷な仕打ちをおこない、夜叉姫と怖れられた玉姫の物語。
- 一人芝居・ジュリエット - ジュリエット役。
  - ロミオとジュリエットをジュリエットの視点から描く。
- 赤いマント - エマ役。
  - 病弱で弱い少女が赤いマントを身につける事で勇気ある強い少女になる姿を見事に演じ分けた。「親の七光り」と劇団員から仲間外れにされていた亜弓の、本当の実力が認められた作品[18]。劇団オンディーヌ児童部研究発表会作品。
- 不明 - 仙女役。
  - 学芸会の主役。亜弓を組み込むことで話題作りを狙い、シナリオを改変した商業演劇「アシよペンをとれ」を断って、学芸会の方を選んだ[18]。
- ふたりの王女 - 王女オリゲルド役。
  - 北欧の小国を舞台に、何不自由なく育った美しい妹アルディス、謀反人の娘として監獄の中で育った陰鬱な姉オリゲルドという2人の異母姉妹の王女の対立と葛藤を描いた舞台。
  - これまで2人が演じてきた役柄とイメージからマヤが激しい人生を歩むオリゲルド、亜弓が可憐な美少女であるアルディスを演じると周囲は考えていたが、皇太后役として同舞台への出演が決まっていた月影の提案によりあえてマヤがアルディス、亜弓がオリゲルドを演じる事に決定した。

### テレビドラマ
- 虹の記憶 - 聖子役。
  - 記憶喪失となった少女・聖子が自分の「家族」とされる家庭内で次第に追い詰められていくさまを描いたミステリードラマ。

### 映画
- ゼロへの逃走 - 金持ちの令嬢[19]。
  - 誘拐犯役の俳優・堀口武士が親の七光りと思っていた亜弓の実力を認めた作品[18]。この作品で堀口が主演男優賞を受賞し、亜弓が特別賞を受賞したことで出演依頼が殺到した。

### その他の出演など
- 服飾メーカー主催のちびっこコンテストで前評判の高かった小原百合子を抑えて1位を入賞。しかし姫川夫妻の七光りによる宣伝効果を念頭に置いた審査基準だった[18]。

## 受賞歴
- アカデミー芸術祭芸術大賞 - 「一人芝居・ジュリエット」のジュリエット役で。
- 不明 - 「ゼロへの逃走」で特別賞を受賞。共演者の堀口武士も主演男優賞を同作品で受賞している[18]。

## 演じた人物
女優
- 大元弥生（1979年・ミュージカル）
- 藤真利子（1988年・舞台）
- 松本恵（1997年・テレビドラマ）
- 中村愛美（1999年・テレビドラマ 完結編スペシャル）
- 奥村佳恵（2008年・音楽劇、2010年・音楽劇）
- マイコ（2014年・舞台、2016年・舞台）

声優
- 小山茉美（1982年・ラジオドラマ「夜のドラマハウス」、テレビアニメ〈パイロット版〉）
- 榊原良子（1982年・ラジオドラマ〈NHKラジオ第1放送〉）
- 松島みのり（1984年・テレビアニメ第1作）
- 松井菜桜子（1998年・OVA）
- 矢島晶子（2005年・テレビアニメ第2作）
- 杏（2012年、名台詞カルタ付録CD）
- 白石晴香（2013年・テレビアニメ『ガラスの仮面ですが』）
- 大久保瑠美（2016年・テレビアニメ『3ねんDぐみ ガラスの仮面』）

その他
- 大久保佳代子（オアシズ）（2010年・花とゆめコミックス第45・46巻連続刊行フェア ポスター）
- 劇団ひとり（2012年・花とゆめコミックス第48巻記念企画）